# دنبالده
دنبالده، روستایی از توابع بخش خورگام شهرستان رودبار در استان گیلان ایران است.به زبان محلی دمبلدی نامگزاری شده است

## جمعیت
این روستا در دهستان خورگام قرار دارد و براساس سرشماری مرکز آمار ایران در سال ۱۳۸۵، جمعیت آن ۳۶ نفر (۱۰خانوار) بوده‌است.